# Stephen T. Hopkins

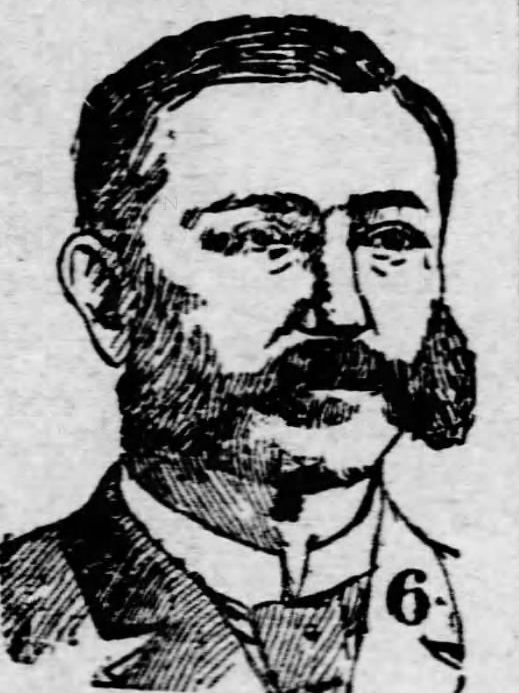
Stephen Tyng Hopkins

Stephen Tyng Hopkins (* 25. März 1849 in New York City; † 3. März 1892 bei Pleasantville, New Jersey) war ein US-amerikanischer Politiker. Zwischen 1887 und 1889 vertrat er den Bundesstaat New York im US-Repräsentantenhaus.

## Werdegang
Stephen Hopkins wurde ungefähr ein Jahr nach dem Ende des Mexikanisch-Amerikanischen Krieges in New York City geboren. Er besuchte dort die Anthon Grammar School. Danach war er als Eisenhändler und Makler tätig. Er zog nach Catskill. In den Jahren 1885 und 1886 saß er in der New York State Assembly. Er stand in Verbindung mit mehreren Kohle- und Eisensyndikaten in West Virginia und Tennessee. Politisch gehörte er der Republikanischen Partei an.
Bei den Wahlen des Jahres 1886 für den 50. Kongress wurde Hopkins im 17. Wahlbezirk von New York in das US-Repräsentantenhaus in Washington, D.C. gewählt, wo er am 4. März 1887 die Nachfolge von James Girard Lindsley antrat. Er schied nach dem 3. März 1889 aus dem Kongress aus.
Hopkins arbeitete vom 9. April bis zu seinem Rücktritt am 15. August 1890 als Wachmann im Zollhaus in New York City. Er wurde am 3. März 1892 entlang der Eisenbahngleise bei Pleasantville, angrenzend zu Atlantic City, durch Zugpersonal tot aufgefunden. Sein Leichnam wurde auf dem Green-Wood Cemetery in Brooklyn beigesetzt.